# Himalagrion
Himalagrion is een geslacht van libellen (Odonata) uit de familie van de waterjuffers (Coenagrionidae).

## Soorten
Himalagrion omvat 2 soorten:
- Himalagrion exclamationis Fraser, 1919
- Himalagrion pithoragarhicus Sahni, 1964